# Браян Тайрі Генрі
Браян Тайрі Генрі (англ. Brian Tyree Henry; нар. 31 березня 1982) — американський актор. Найбільш відомий у ролі Альфреда Майлза у комедійно-драматичному серіалі «Атланта» (2016) телеканалу FX, за яку отримав номінацію на премію «Еммі» як найкращий актор другого плану в комедійному серіалі.
У 2018 році Генрі зіграв у фільмах «Готель "Артеміда"», «Вдови», «Якби Біл-стріт могла заговорити» та анімаційному фільмі «Людина-павук: Навколо всесвіту». У 2023 році виконав головну роль у детективному мінісеріалі «Випуск 2009» про роботу спецагентів ФБР.

## Раннє життя
Генрі народився у Феєтвіллі, штат Північна Кароліна, виріс у Вашингтоні, округ Колумбія. Батько був військовим, а мати — вихователем. Відвідував Морхауз-коледж в Атланті, штат Джорджія, на початку 2000-х років, де здобув ступінь магістра у Єльській школі драми.

## Кар'єра

### 2007—2015
Генрі розпочав свою кар'єру на сцені ролями у численних п'єсах та мюзиклах. У 2007 році зіграв роль Тібальта у постановці «Ромео і Джульєтта». Генрі також з'явився в трилогії п'єс Тарелла Елвіна Маккрані під назвою «Брат/сестра». У 2011 році отримав роль у мюзиклу «Книга Мормона».
Генрі отримував другорядні та епізодичні ролі в телесеріалах «Закон і порядок», «Гарна дружина» та «Підпільна імперія». У комедії «Puerto Ricans in Paris» 2015 року дебютував у повному метрі.

### 2016— сьогодення
У 2016 році отримав роль Альфреда «Paper Boi» Майлза у комедійно-драматичному серіалі «Атланта» телеканалу FX. За свою роботу у серіалі отримав номінацію на премію Еммі. З 2016 по 2017 рік виступав як Тавіс Браун у комедійному серіалі HBO «Завучі». У 2017 році Генрі знявся у ролі Рікі в драматичному серіалі NBC «Це — ми», за яку отримав номінацію на премію Еммі.
У 2018 році взяв участь у бродвейському відродженні «Lobby Hero», за яку був номінований на премію Тоні.
У 2019 році він знявся у психологічному трилері «Джокер» та «Не відпускай», а також у фільмі жахів «Дитяча гра».

## Особисте життя
Мати Генрі, Віллоу Дійн Кірс, померла на початку 2016 року. Епізод «Атланта» «Woods» був присвячений Віллоу.

## Фільмографія

### Фільми
| Рік  | Назва                             | Роль                        | Примітки  |
| ---- | --------------------------------- | --------------------------- | --------- |
| 2015 | Пуерто-ричани в Парижі            | Спенсер                     |           |
| 2017 | Особа до людини                   | Майк                        |           |
| 2017 | Crown Heights                     | Масу                        |           |
| 2018 | Незамінний Ти                     | Бенджі                      |           |
| 2018 | Сім'я                             | Піт                         |           |
| 2018 | Готель "Артеміда"                 | Гонолулу                    |           |
| 2018 | Білий хлопчик Рік                 | Офіцер Мел «Плотва» Джексон |           |
| 2018 | Вдови                             | Джамал Меннінг              |           |
| 2018 | Якби Біл-стріт могла заговорити   | Даніель Карті               |           |
| 2018 | Людина-павук: Навколо всесвіту    | Джефферсон Девіс            | озвучення |
| 2019 | Не відпускай                      | Гаррет Редкліфф             |           |
| 2019 | Дитяча гра                        | Детектив Майк Норріс        |           |
| 2019 | Джокер                            | Карл                        |           |
| 2020 | The Outside Story                 | Чарльз Янг                  |           |
| 2020 | Суперінтелект                     | Денніс                      |           |
| 2021 | Ґодзілла проти Конга              | Берні Хейс                  |           |
| 2021 | Жінка у вікні                     | Детектив Малий              |           |
| 2021 | Vivo                              | косар                       | озвучення |
| 2021 | Вічні                             | Фастос                      |           |
| 2022 | Швидкісний поїзд                  | Лимон                       |           |
| 2022 | Міст                              | Джеймс                      |           |
| 2023 | Як слониха впала з неба           | Лео Матієнн                 | озвучення |
| 2023 | Людина-павук: Крізь Всесвіт       | Джефферсон Девіс            | озвучення |
| 2024 | Ґодзілла та Конг: Нова імперія    | Берні Хейс                  |           |
| 2024 | Трансформери: Початок             | Меґатрон                    | озвучення |
| 2027 | Людина-павук: По той бік Всесвіту | Джефферсон Девіс            | озвучення |

### Телебачення
| Рік        | Назва                | Роль                                | Примітки                                                                             |
| ---------- | -------------------- | ----------------------------------- | ------------------------------------------------------------------------------------ |
| 2009       | Закон і порядок      | Бен                                 | Епізод: «Гідність»                                                                   |
| 2010       | Гарна дружина        | Рендалл Сіммонс                     | Епізод: «Подвійна небезпека»                                                         |
| 2013       | Підпільна імперія    | Вінстон aka Scrapper                | 2 епізоди                                                                            |
| 2014       | Лікарня Нікербокер   | Ларкін                              | Епізод: «Зайнята блоха»                                                              |
| 2016–2022  | Атланта              | Альфред «Paper Boi» Майлз           | 37 епізодів                                                                          |
| 2016–2017  | Віце-директори       | Дасціус Браун                       | 3 епізоди                                                                            |
| 2017       | Як уникнути вбивства | Громадський захисник                | Епізод: «Поплакай десь ще»                                                           |
| 2017       | Це ми                | Рікі                                | Епізод: «Мемфіс»                                                                     |
| 2017       | Скиньте мікрофон     | Камео                               | Епізод: «Девід Аркетт vs. Браян Тайрі Генрі / Джессі Тайлер Фергюсон vs. Кріссі Мец» |
| 2018       | Кінь БоДжек          | Купер Томас Роджерс Уоллес-молодший | озвучення, Епізод: «Історія Амелії Ергарт»                                           |
| 2018       | Кімната 104          | Арнольд                             | Епізод: «Арнольд»                                                                    |
| 2018, 2019 | Історія напідпитку   | Беррі Горді / у ролі самого себе    | Епізоди: «Game Changers» та «Legacies»                                               |
| 2023       | Випуск 2009          | Тайо Майклз                         | головна роль                                                                         |

### Театр
| Рік  | Назва                         | Роль                     | Місце проведення                | Примітки |
| ---- | ----------------------------- | ------------------------ | ------------------------------- | -------- |
| 2007 | Ромео і Джульєтта             | Тибальт                  | Шекспір у парку(Нью-Йорк)       |          |
| 2007 | Розмір Братів                 | Ошосі                    | Громадський театр(Нью-Йорк)     |          |
| 2009 | У Червоній та Коричневій Воді | Егунгун                  | Громадський театр(Нью-Йорк)     |          |
| 2009 | Маркус; Або секрет солодкого  | Розмір Oshoosi / Terrell | Громадський театр(Нью-Йорк)     |          |
| 2011 | Книга Мормона                 | Загальні                 | Театр Євгенія О'Нілла(Нью-Йорк) |          |
| 2014 | Фортеця Самоти                | Роберт Вульфолк          | Громадський театр(Нью-Йорк)     |          |
| 2018 | Герой лобі                    | Вільям                   | Театр Хелен Хейс(Нью-Йорк)      |          |

## Нагороди та номінації
| Рік  | Асоціація                         | Категорія                                               | Робота                          | Результат | Ref.   |
| ---- | --------------------------------- | ------------------------------------------------------- | ------------------------------- | --------- | ------ |
| 2017 | MTV Movie & TV Awards             | Найкращий дует (спільно з Лейкітом Стенфілдом)          | Атланта                         | Номінація | [ 15 ] |
| 2017 | Gold Derby Award                  | Прорив року                                             | Атланта                         | Номінація | [ 15 ] |
| 2017 | Gold Derby Award                  | Найкращий комедійний актор другого плану                | Атланта                         | Номінація | [ 15 ] |
| 2017 | Gold Derby Award                  | Найкращий драматичний гостьовий актор                   | Це — ми                         | Номінація | [ 15 ] |
| 2017 | Guild of Music Supervisors Awards | Найкраща пісня, створена для телебачення                | Це — ми                         | Номінація | [ 15 ] |
| 2017 | Primetime Emmy Award              | Найкращий драматичний гостьовий актор                   | Це — ми                         | Номінація | [ 15 ] |
| 2018 | Драма Деск                        | Видатний актор спектаклю                                | Герой лобі                      | Номінація | [ 16 ] |
| 2018 | Drama League Award                | Визначний перформанс                                    | Герой лобі                      | Номінація | [ 16 ] |
| 2018 | Tony Award                        | Видатний актор спектаклю                                | Герой лобі                      | Номінація | [ 16 ] |
| 2018 | Gold Derby Award                  | Найкращий комедійний актор другого плану                | Атланта                         | Номінація | [ 15 ] |
| 2018 | Primetime Emmy Award              | Найкращий актор другого плану у комедійному телесеріалі | Атланта                         | Номінація | [ 15 ] |
| 2019 | Вибір телевізійних критиків       | Найкращий комедійний актор другого плану                | Атланта                         | Номінація | [ 15 ] |
| 2019 | Премія Гільдії кіноакторів        | Видатний виступ ансамблю в комедійному серіалі          | Атланта                         | Номінація | [ 15 ] |
| 2019 | NAACP Image Award                 | Найкращий актор другого плану                           | Якби Біл-стріт могла заговорити | Номінація | [ 15 ] |
| 2019 | Gold Derby Award                  | Найкращий ансамбль                                      | Вдови                           | Номінація | [ 15 ] |